# 峨嵋溲疏
峨嵋溲疏（学名：Deutzia pilosa var. longiloba）为虎耳草科溲疏属下的一个变种。

## 扩展阅读
- 維基物種上的相關：峨嵋溲疏